# Charisma Carpenter
Pour les articles homonymes, voir Carpenter.
Charisma Carpenter, née le 23 juillet 1970 à Las Vegas, dans le Nevada, est une actrice américaine surtout connue grâce aux séries Buffy contre les vampires et Angel. Elle apparaît  aussi  dans plusieurs autres séries télévisées.

## Biographie

### Jeunesse et formation
Charisma Carpenter est née d'une famille aux ancêtres allemands, français, espagnols et cherokees. Elle commence à faire de la danse classique à l'âge de 5 ans. Elle entre à la Bishop Gorman High School à Las Vegas. Sa famille déménage à Mexico alors qu'elle a quinze ans, puis à San Diego, où elle intègre la Bonita High School.
En 1988, elle intègre la Chula Vista School of Creative and Performing Arts, une école d'art, et fait beaucoup de petits boulots pour payer ses études. Elle est notamment pom-pom girl pour les Chargers de San Diego.
Une fois installée à Los Angeles, en 1992, elle commence par jouer dans quelques spots publicitaires, puis obtient un petit rôle dans la série télévisée Alerte à Malibu en 1994, dans laquelle elle incarne le rôle de Wendie Sanders.

### Révélation télévisuelle
En 1997, elle auditionne pour tenir le rôle principal d'une nouvelle série pour adolescents, Buffy contre les vampires. Elle se voit finalement confier un rôle secondaire, qui la fait tout de même connaître au grand public, celui de Cordelia Chase. Elle porte ce rôle de jeune fille populaire et caractérielle entre 1997 à 1999, durant trois saisons acclamées par la critique et le public. Elle décroche quant à elle une nomination au Saturn Award de la meilleure actrice de télévision dans un second rôle en 2000.
En 1999, elle accepte néanmoins de rejoindre la distribution d'une série dérivée, intitulée Angel, avec David Boreanaz dans le rôle-titre, qui quitte en effet aussi Buffy. L'actrice y incarnera désormais le premier personnage féminin. La série est un succès, et le personnage de Cordelia connait une évolution remarquable durant quatre saisons. Elle décroche ainsi une nomination au Saturn Award de la meilleure actrice de télévision en 2001 et 2003.
Sa quatrième année sur la série s'avère en effet délicate. L'actrice tombe enceinte, conduisant les scénaristes à modifier l'intrigue en conséquence. Elle quitte la série durant les derniers épisodes, pour accoucher. Alors que l'avenir du programme est discuté, les producteurs décident de recruter le populaire James Marsters, tout juste débarqué de Buffy, qui vient de se conclure au bout de sept saisons. Le renvoi de l'actrice est officialisé quand une cinquième saison est commandée, mais pour la première fois sans elle au sein de la distribution principale.
Néanmoins, après une rencontre avec les producteurs, elle accepte de revenir pour le 100e épisode, lui donnant la possibilité de donner une conclusion à l'histoire du personnage. L'épisode, diffusé en février 2004, est acclamé par la critique, la prestation de l'actrice saluée, qui reçoit d'ailleurs une nomination au Saturn Award de la meilleure actrice de télévision dans un second rôle. Ce retour médiatique lui permet également d'afficher une plastique retrouvée. En juin de la même année, elle pose ainsi pour le magazine Playboy, alors qu'Angel se conclut définitivement sur la chaîne WB, au terme de sa cinquième saison.

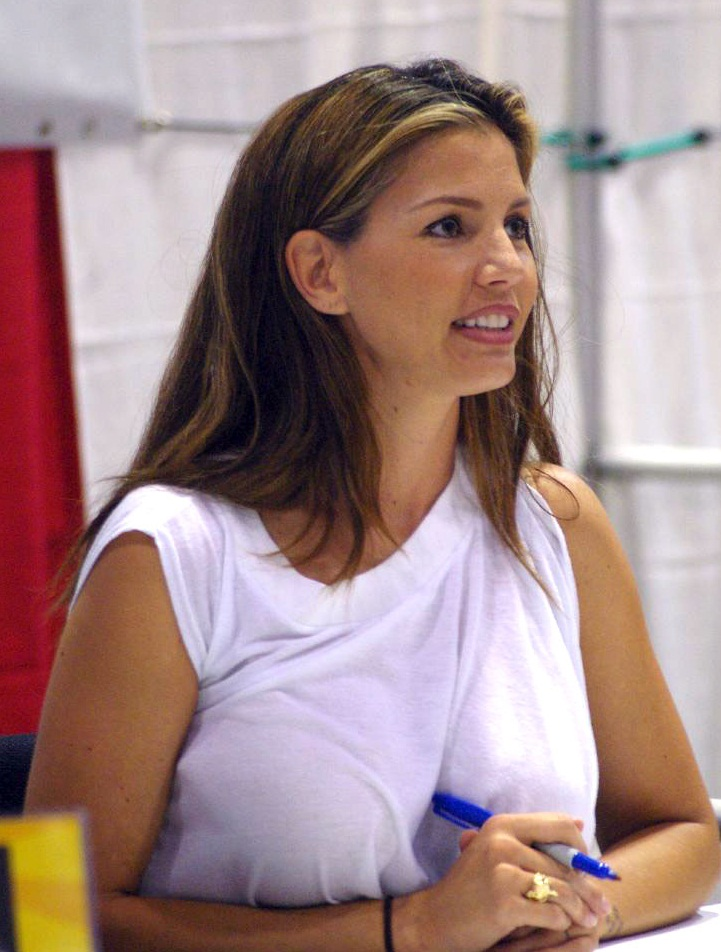
L'actrice à Toronto, en août 2007.

Elle capitalise sur son aura d'actrice populaire auprès d'une audience adolescente, en tenant, entre 2005 et 2006, un second rôle remarqué dans la seconde saison de la série Veronica Mars, identifiée souvent comme une héritière de Buffy. Elle y retrouve un rôle de vamp sexy, proche de celui qui l'a rendu célèbre.
Puis, entre 2007 et 2011, elle apparait dans quelques épisodes de la série Greek, où elle incarne Tegan Walker, un personnage entre Cordelia Chase et Dana Scully. En 2009, elle incarne aussi la Mord-Sith Trianna, dans les premiers épisodes de la saison 2 de la série d'heroic-fantasy Legend of the Seeker : L'Épée de vérité.
Parallèlement, elle s'illustre dans des téléfilms de série B, parfois fantastiques, qui passent souvent inaperçus. Elle enchaîne aussi les rôles de guest-star dans des séries télévisées populaires - Les Experts, Burn Notice, Supernatural, avant de rejoindre, en récurrente, la série adolescente The Lying Game, pour une vingtaine d'épisodes diffusés entre 2012 et 2013.
Elle a joué dans quelques épisodes de Charmed.

### Diversification

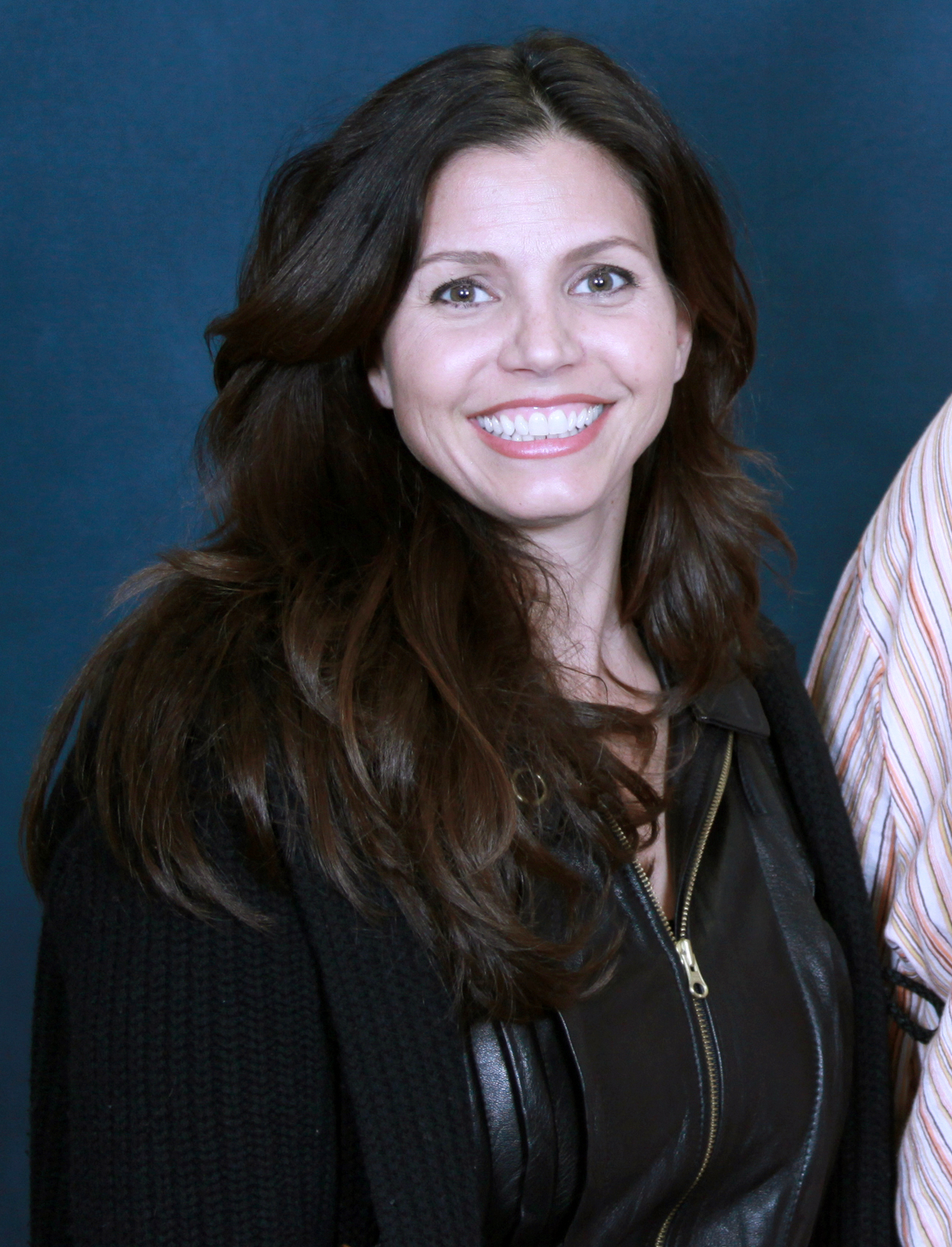
L'actrice au Comic-Con de Dallas, en janvier 2010.

Elle réussit néanmoins à décrocher une exposition remarquée en 2010, lorsqu'elle est choisie pour un second rôle dans l'attendu film d'action Expendables : Unité spéciale, le blockbuster choral de Sylvester Stallone. Le film est un succès commercial, permettant à l'actrice d'annoncer, l'année d'après, sur son compte Twitter, son départ pour trois semaines de tournage, afin de travailler sur Expendables 2 : Unité spéciale.
Néanmoins ce passage sur grand écran restera isolé, puisqu'elle revient aussitôt à la télévision - le temps d'apparitions dans Sons of Anarchy, Blue Bloods (Elle y incarne le rôle de Marianne Romano, une dealeuse de drogue), tout en acceptant de tenir le premier rôle féminin d'un thriller pour adultes, Bound, sorti directement en vidéo en 2015.
Parallèlement, elle passe aussi à l'animation, en étant choisie comme présentatrice d'une série télévisée documentaire, Surviving Evil, sur des personnes ayant réussi à échapper à leurs agresseurs, elle-même ayant vécu une situation similaire en 1991 quand elle avait été agressée par un violeur récidiviste qui avait pris la fuite après l'intervention de deux amis à elle et qui a par la suite été arrêté et condamné grâce à son témoignage. L'émission est diffusée au Québec à partir du 7 janvier 2014 sur AddikTV sous le titre de Survivre à l'enfer.
Durant la saison 2015-2016, elle apparaît dans deux épisodes de la série Chicago P.D, et dans le troisième épisode de la série d'horreur adolescente, Scream Queens, où elle joue la mère du personnage incarné par Ariana Grande. Elle apparaît également dans plusieurs téléfilms, qui passent inaperçus.
En mars 2017, lors du Pasadena Film Festival elle annonce au micro de Vanessa Lua qu'elle dirigera son premier court métrage prochainement et qu'elle envisage d'orienter sa carrière vers la direction de court, moyen et long métrages.
À l'été 2018, elle est invitée pour un épisode dans la série 9-1-1, coproduite par Tim Minear, mais ses scènes n'ont pas été acceptées par le Broadcast Standards and Practices (en), et ont été supprimées au montage. Minear promet de ré-inviter Charisma dans la série. C'est chose faite en mai 2019, où Charisma Carpenter apparaît dans le dernier épisode de la saison 2.

## Vie privée
En nageant à San Diego en 1991, elle et deux amis sont attaqués par Henry Hubbard Jr., un agent de police de San Diego et violeur en série, qui les menace d'une arme à feu. Pendant l'altercation, ses deux amis et Hubbard sont blessés par balles, ce qui force Hubbard à quitter les lieux. Ses amis survivent. Hubbard est arrêté, inculpé et condamné à 56 ans de prison pour une série de viols et de braquages. Charisma Carpenter rapporte de la plage la lampe torche de police appartenant à Hubbard, lampe torche qui est devenue une des pièces à conviction clé contre lui.
Le 5 octobre 2002, elle se marie avec Damian Hardy dont elle divorce le 8 juillet 2008. Elle donne naissance le 24 mars 2003 à un garçon, Donovan Charles Hardy.
Elle fréquente depuis 2013 le chanteur du groupe de blues/rock Public Trust, Michael T. Rossi.
C'est une proche amie de l'actrice Holly Marie Combs.

## Filmographie

### Cinéma

#### Longs métrages
- 1995 : Josh Kirby : Time Warrior! Chap. 1 : Planet of the Dino-Knights d'Ernest Farino : Beth Sullivan
- 1995 : Josh Kirby : Time Warrior! Chap. 2 : The Human Pets de Frank Arnold : Beth Sullivan
- 1996 : Josh Kirby : Time Warrior! Chap. 6 : Last Battle for the Universe de Frank Arnold : Beth Sullivan
- 2003 : The Groomsmen de Lawrence Gay : Kim
- 2010 : Expendables : Unité spéciale (The Expendables) de Sylvester Stallone : Lacy
- 2010 : Psychosis de Reg Traviss : Susan Golden
- 2012 : Expendables 2 : Unité spéciale (The Expendables 2) de Simon West : Lacy
- 2015 : Bound de Jared Cohn : Michelle Mulane
- 2016 : Street Level de David Labrava : Sydney
- 2016 : Girl in Woods de Jeremy Benson : La mère de Grace
- 2018 : Monstre sur commande (Mail Order Monster) de Paulina Lagudi Ulrich : Sydney Hart
- 2018 : The Griddle House de Paul Tomborello : Mae Bee
- 2019 : Pegasus : Pony with a Broken Wing de Giorgio Serafini : Melanie Killian

### Télévision

#### Séries télévisées
- 1994 : Alerte à Malibu (Baywatch) : Wendie Sanders (saison 5, épisode 5)
- 1995 : Incorrigible Cory (Boy Meets World) : La traiteur (saison 3, épisode 10)
- 1996 : Couleur Pacifique (Malibu Shores) : Ashley Green
- 1997 - 1999 : Buffy contre les vampires (Buffy the Vampire Slayer) : Cordelia Chase
- 1999 : Hé Arnold ! (Hey Arnold!) : Simone (voix)
- 1999 - 2004 : Angel : Cordelia Chase
- 2001 : Ondes de choc (Strange Frequency) : Jules
- 2003 : Miss Match : Serena Lockner (saison 1, épisodes 3, 12, 15 et 17)
- 2004 : Division d'élite (The Division) : Emma Campbell (saison 4, épisode 14)
- 2004 : LAX : Julie Random (saison 1, épisode 9)
- 2004 : Charmed : Kira, la prophétesse (saison 7, épisodes 3, 5 et 10)
- 2005 - 2006 : Veronica Mars : Kendall Casablancas
- 2007 : Back to You (en) : Brooke Schimmel (saison 1, épisode 6)
- 2007 - 2011 : Greek : Tegan Walker
- 2008 : Big Shots : Janelle Johns (saison 1, épisodes 9 et 11)
- 2009 : Les Experts (CSI : Crime Scene Investigation) : Mink (saison 9, épisode 19)
- 2009 : Legend of the Seeker : L'Épée de vérité (Legend of the Seeker) : Triana
- 2011 : Burn Notice : Nicki Skyler (saison 5, épisode 11)
- 2011 : Supernatural : Maggie Stark (saison 7, épisode 5)
- 2012 - 2013 : The Lying Game : Ann Rebecca Sewell Rybak
- 2013 : Blue Bloods : Marianne Romano (saison 4, épisode 6)
- 2014 : Sons of Anarchy : Carol (saison 7, épisode 12)
- 2015 : Scream Queens : Mme Herfmann (saison 1, épisode 3)
- 2016 : Chicago P.D : Brianna Logan (saison 3, épisodes 15 et 17)
- 2016 : Lucifer[12] : Jamie Lee Adrienne (saison 2, épisode 5)
- 2016 : I Like You the Way I Am[12] : Patty (saison 1, épisode inconnu)
- 2017 : Esprits criminels : Unité sans frontières (Criminal Minds : Beyond Borders) : Dani Gates (saison 2, épisode 12)
- 2019 : 9-1-1 : Maude (saison 2, épisode 18)
- 2019 : Le Secret de Nick (No Good Nick) : Jacquelyn (saison 2, épisode 7)
- 2019 : Pandora : Eve (saison 1, épisode 13)
- 2022 : Dynastie : Heather (saison 5, épisode 17)
- 2022 : Going Home : Katherine Summers

#### Téléfilms
- 2003 : Une célibataire à New York (See Jane Date) de Robert Berlinger : Jane Grant
- 2004 : Like Cats and Dogs de James Widdoes : Sarah Hayes
- 2006 : Le Club des infidèles (Cheaters' Club) de Steve DiMarco : Linda Stern
- 2006 : Au cœur des secrets (Flirting with Danger) de Richard Roy : Laura Clifford
- 2006 : Voodoo Moon de Kevin VanHook : Heather
- 2006 : La Famille frappa-dingue (Relative Chaos) de Steven Robman : Katherine
- 2010 : House of Bones de Jeffery Scott Lando : Heather Burton
- 2011 : L'Amour face au danger (Crash Site : A Family in Danger) de Jason Bourque : Rita Sanders
- 2011 : Face à ma sœur jumelle (Deadly Sibling Rivalry) d'Hanelle Culpepper : Janna Chalmers / Callie Chalmers
- 2011 : Dangereuse Obsession (Obsession) de George Erschbamer : Sonia Paston
- 2012 : Ghostquake : La Secte oubliée (Haunted High) de Jeffery Scott Lando : Persia, la libraire
- 2013 : La Petite Fille aux miracles (Heaven's Door) de Craig Clyde : Julie Taylor
- 2015 : L'Avenir du ranch (A Horse Tail) de Brad Keller : Samantha Harrison
- 2016 : Les Secrets d'une mère (Mommy's Secret) de Terrance Miles : Anne Harding
- 2021 : The Good Father : The Martin Macneill Story (The Good Father : The Martin Macneill Story) d'Annie Bradley : Michele Macneill

### Émissions
- 2001 : Celebrity Undercover : Elle-même (invitée - saison 1, épisode 3)
- 2010 : Celebrity Ghost Stories : Elle-même (témoignage - saison 2, épisode 12)
- 2013 - 2015 : Survivre à l'enfer (Surviving Evil) : Elle-même (présentatrice - saisons 1 à 3)
- 2016 : Hollywood Medium[12] : Elle-même (témoignage - saison 1, épisode 8)
- 2016 : J'ai rencontré un fantôme[12] (The Haunting Off) : Elle-même (témoignage - saison 6, épisode 3)

## Distinctions

### Nominations
- 26e cérémonie des Saturn Awards 2000 : Meilleure actrice dans un second rôle dans une série télévisée fantastique pour Angel (1999-2004).
- 27e cérémonie des Saturn Awards 2001 : Meilleure actrice dans une série télévisée fantastique pour Angel (1999-2004).
- 29e cérémonie des Saturn Awards 2003 : Meilleure actrice dans une série télévisée fantastique pour Angel (1999-2004).
- 30e cérémonie des Saturn Awards 2003 : Meilleure actrice dans un second rôle dans une série télévisée fantastique pour Angel (1999-2004).